# Lidingö (comuna)
Lidingö (em sueco: Lidingö kommun) é uma comuna da Suécia localizada no condado de Estocolmo. Sua capital é a cidade de Lidingö. Tem 30.8 quilômetros quadrados e segundo censo de 2018, havia 47 818 habitantes. É formada pela ilha de Lidingö e mais algumas pequenas ilhas e está ligado à cidade de Estocolmo por uma ponte.
A comuna é dominada por casas de família, e conhecido pelo seu museu de arte Millesgården, a última residência do escultor Carl Milles. De seu patrimônio cultural ainda há uma igreja de 1620. Sua economia é baseada nos serviços, havendo ainda a considerar o turismo e algumas empresas, como a AGA AB (gás industrial), a Bonver Videodata AB (distribuição de vídeos) e a Addicom AB (serviços telefónicos).